# Stylaraea punctata
Stylaraea punctata is een rifkoralensoort uit de familie  Poritidae. De wetenschappelijke naam werd gepubliceerd in 1758 door Carl Linnaeus in de tiende editie van Systema naturae.